# Центральний військовий архів Польщі
Центральний військовий архів Польщі (ЦВА) — самостійна спеціалізована архівно-наукова інституція, яка зосереджує архівні матеріали, що стосуються питань оборони держави, та організовує їх використання.
Архів є основною базою для досліджень з історії війська і воєн.

## Фонди архіву
У ЦВА зберігаються документи від 1914 року, які по тематиці можна поділити на чотири групи:
- про загони польських добровольців під час Першої світової війни;
- про події ІІ Речі Посполитої;
- часів Другої світової війни;
- історія Війська Польського від 1945.

Документи з архіву ЦВА стосуються різних організаційно-керівних рівнів і військових формувань. Є також збірки статутів та інструкцій, карт і планів, наказів найвищого військового командування, також багато колекцій фотографій.
З 1969 видається «Бюлетень військової архівної служби». У 1997 надрукований Путівник по архіву.

## Доступ до матеріалів архіву
Матеріали, що перебувають на зберіганні в ЦВА, є доступними після 30 років їх створення, за умови, що це не призводить до розголошення державних таємниць і не зачіпає інтересів населення. Доступ до архівних матеріалів ЦВА дається начальником Генерального штабу або керівником ЦВА для виконання робіт за дорученням інституцій. Для ознайомлення з особовою справою необхідна згода особи, якої вона стосується, або її найближчих родичів. Згода не потрібна для близьких родичів та при використання особових справ зі службовою метою.
Аналогічні правила і для іноземних громадян, які повинні мати відношення від Генеральної дирекції державних архівів або ж наукових інституцій чи військового відомства.
Матеріали видаються тільки в читальному залі ЦВА у встановлені дні й години. При потребі для користувачів виготовляють платні ксеро- чи фотокопії.
Архів також здійснює пошукову роботу, виконує запити, видає довідки про службу та роботу у Війську Польському.